# السستر (داکوتای جنوبی)
السستر(به انگلیسی: Alcester) شهری در ایالت داکوتای جنوبی کشور ایالات متحده آمریکا است که جمعیت آن در سرشماری سال ۲۰۱۰ میلادی، ۸۰۷ نفر بوده‌است.